# Betty Troupe
Betty Troupe fue un grupo español de música pop, activo entre 1983 y 1984, representantes de la llamada «movida valenciana», florecida entre 1982 y 1986 con los grupos Glamour y Vídeo como referencias más conocidas. Esta particular «movida» venía definida por el estilo tecno-pop y por conceder una importancia capital a la imagen y puesta en escena de sus producciones.
Grupo de un solo disco titulado «Nuevos Héroes» (1983) y de corta vida (1983-1984), formado por tres chicas y tres chicos con un impactante aspecto visual en la línea de los nuevos románticos con profusión de sintetizadores y ritmos mecánicos, han dejado uno de los mejores maxi sencillos del pop español ochentero: «El vinilo».

## Historia
La explosión pop de la movida madrileña tuvo su reflejo también en Valencia. Si bien es cierto que, al contrario de lo que ocurrió con bandas de Barcelona, Vigo o San Sebastián, ningún nombre propio valenciano alcanzó la división de honor de la movida estatal. Lo que sí tuvo Valencia fueron discográficas independientes propias, estudios de grabación, productores, e incluso bandas que debutaron en grandes multinacionales y alcanzaron importantes éxitos en las listas. Entre ellas destacaron Vídeo (producidos por Tino Casal), «Betty Troupe» y Glamour.
La génesis del grupo hay que buscarla en «Betty Boop», grupo formado en 1980 con unas perspectivas musicales muy diferentes a las posteriormente desarrolladas. En ese grupo primigenio militaban entre otros Flora Illueca (voz), Sandro Mompó (bajo eléctrico), Luli Azulay (guitarra eléctrica) y Pedro Aparicio (batería). Tanto Sandro como Luli procedían de una formación llamada «Belladona» en la que interpretaban generalmente versiones de Bob Dylan o The Doobie Brothers. Durante un corto periodo de tiempo, este cuarteto de sonidos más roqueros, subsistió vagando por las escasas salas de conciertos de la ciudad, ofreciendo una puesta en escena mucho más exigua, nada que ver con la exhibida tiempo después.
Dos años después mutarían su nombre por el de «Betty Troupe», abrazarían el sonido de los más avanzados sintetizadores e incorporarían a Héctor Domingo (batería), Marina Arnal (coros y percusión) y a la francesa Fabienne Cidoncha (teclados).
Visualmente resultaban llamativos, con tres chicas de lo más «fashion» en la línea delantera y tres interesantes chicos en la de detrás. Hacen su presentación en directo en el programa de TVE 2 «Musical Express» (Ángel Casas, 1983).
Su imagen y su primera maqueta llamaron la atención de CBS y Ariola, que se disputaron el fichaje del grupo; siendo esta última la que les fichó. Se editó un primer trabajo en 1983 en dos formatos: maxisencillo y sencillo, ambos con «El vinilo» como tema principal. El disco obtuvo un gran reconocimiento, generaron grandes expectativas, y algún comentarista los comparó con gente como los estadounidenses The B-52's.
Ariola les propuso grabar un álbum y contaron con Nacho Cano como productor. Y en esta fase surgen problemas entre dos de las chicas del grupo: la cantante y líder Flora Illueca y Marina Arnal. Estos problemas acaban convertidos en culebrón publicado en las revistas, tanto musicales como del corazón, y acaba con la expulsión de Marina y su sustitución por Maruchi Oliete. El álbum «Nuevos Héroes» (Ariola, 1984) resulta un fiasco comercial, ya que sus únicas canciones destacables son las que el año anterior ya habían sido publicadas en otros formatos («El vinilo» y «MS 20»).

## El vinilo
«El vinilo» es una de las piezas más raras escritas por aquellos años, inusual y de extraña letra, en el que las contrastadas influencias musicales por parte de sus componentes, se ven reflejadas en esta canción: heavy metal, David Bowie, Spandau Ballet o Bob Dylan. «MS 20» en cambio es una de las más jugosas interpretaciones hechas por el grupo, modernas letras futuristas de la época en la que contiene un emocionante final de violines y «prophets» 
arreglado por Luis Cobos. Flora Illueca puso el nombre a este tema en honor al primer sintetizador que obtuvo y de gran añoranza para ella. En la versión de su maxisencillo también aparece «Berlín», en la cual Flora canta unas frases en alemán.

## El disco «Nuevos Héroes»
Contiene nueve temas propios del grupo y una versión, «Reflejos» (del original «Love is essential» de «The Passions»). El disco fue grabado a principios de 1984 en los estudios Escorpio de Madrid con Tino Azores como ingeniero de sonido. «Reflejos» fue presentada como la canción principal del álbum y como tal encabezó tanto el sencillo como el maxisencillo que se extrajeron de él.
Música llena de sintetizadores y buen juego vocal entre las voces femeninas destacan en el disco, que adolece de poca variedad en los temas. No se vendió como esperaba la discográfica y al final se rescindió el contrato con el grupo.
Cortes del álbum:
- 1.- El espejo.
- 2.- Reflejos.
- 3.- MS 20.
- 4.- Calles disfrazadas.
- 5.- Trampa oculta.
- 6.- Nieve en el sol.
- 7.- Berlín.
- 8.- Nuevos héroes.
- 9.- El vinilo.
- 10.- El vendedor de sueños.

## Carrera posterior
Solamente Luli Azulay y Flora Illueca intentarían más adelante una nueva aventura como dúo a la que bautizarían «Perdidos», y todo ello quedó manifestado en una simple maqueta. Ninguno de los cuatro músicos restantes se atrevió a seguir en la música.
En 1993 «Nuevos Héroes» fue reeditado en formato CD por la discográfica Ariola, en una tirada limitada, así como otros discos de grupos llamativos de los años 80 (Estación Victoria, Luna). También su gran éxito «El vinilo», es incluido en 1999 en el recopilatorio «Pyjamarama Volumen 1», primera apuesta del sello de Carlos Goñi, «Nena Records». En este CD, el líder de Revólver edita algunos de los temas más importantes de la escena valenciana, castellonense, alicantina y murciana.
En 2007 reaparece el grupo dentro del marco de la primera y exitosa edición de Festur (Festival Pop-Rock del Turia), celebrado en la sala Matisse y organizado por Nuevaola80, junto al extinto portal Movida Valenciana y con la ayuda de Nacional Pop. Junto a ellos otros diez grupos de la «movida valenciana» se dieron cita en un histórico macro-concierto.